# San Francisco (Schiff, 1934)
Die USS San Francisco war ein Schwerer Kreuzer der United States Navy aus der Zeit des Zweiten Weltkrieges. Das Schiff gehörte zur New-Orleans-Klasse, die insgesamt sieben Schiffseinheiten umfasste. Die offizielle Registernummer war CA 38, wobei die Buchstaben CA für Schwerer Kreuzer steht (engl.: Cruiser, Armored) und die Zahl 38 die laufende Ordnungsnummer für alle Kreuzerbauten ist. Die San Francisco war eines der höchstdekorierten Schiffe der US-Marine.

## Geschichte

### Bau
Im März 1930 autorisiert, wurde der Bauvertrag am 11. Oktober 1930 unterzeichnet und der Kreuzer dann ab 1931 in Vallejo bei der Marinewerft Mare Island gebaut. Die Antriebsanlage lieferte Westinghouse. Er lief am 9. März 1933 vom Stapel und wurde nicht mit Champagner getauft, sondern mit dem Wasser des damals gerade fertiggestellten Hetch Hetchy Reservoirs. Am 10. Februar 1934 wurde er unter dem Kommando von Captain Royal E. Ingersoll in Dienst gestellt.

### Vorkriegszeit
Es fanden nach der Endausrüstung im Herbst 1934 Einfahr- und Erprobungsreisen („shakedown cruises“) im pazifischen Bereich statt, darauf folgte bis 1935 auf ihrer Bauwerft in Mare Island die Nachrüstung zum Flaggschiff. Ab Februar 1935 war die San Francisco Teil der CruDiv 6 (Sechste Kreuzerdivision) in San Diego und im Juni übernahm Capt. W. L. Beck das Kommando über das Schiff. Diverse Manöverfahrten, teils bis Alaska, schlossen sich an. Im Mai 1937 wechselte das Kommando auf Capt. R. C. Parker. Das Einsatzgebiet blieb der Pazifik zwischen Hawaii und der US-Westküste.

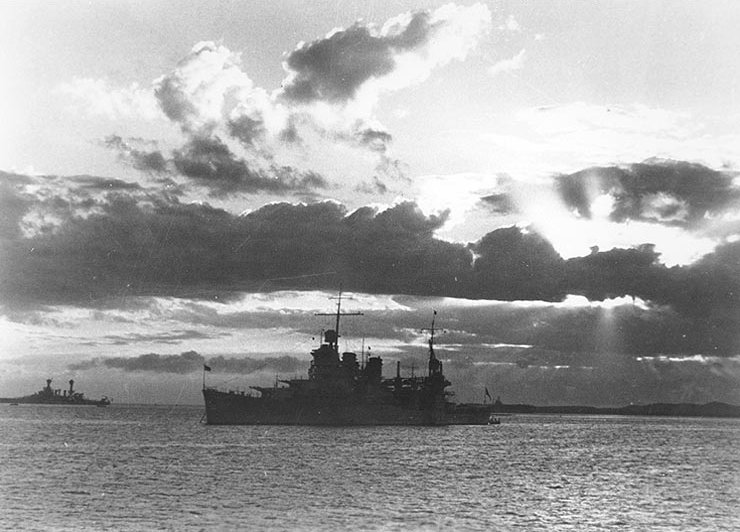
San Francisco in der Guantanamo-Bucht, April 1939

Im Januar 1939 wurde die San Francisco durch den Panamakanal in den Atlantik verlegt und wurde Flaggschiff der CruDiv 7. Sie nahm an Manövern in der Karibik teil und unternahm mit ihren Schwesterschiffen Quincy und Tuscaloosa eine ausgedehnte Besuchsreise rund um Südamerika. Dabei wurde die Magellanstraße Ende Mai passiert und am 7. Juni 1939 durchfuhr der Kreuzer erneut den Panamakanal – und zwar in gleicher Richtung wie weniger als ein halbes Jahr zuvor. Im Juni 1939 übernahm Capt. C. M. Yates das Kommando und das Schiff nahm an der Weltausstellung in New York im folgenden Monat teil.
Im September 1939 begann auch für die San Francisco die durch die Kriegsereignisse bestimmte Einsatzzeit. Mitte des Monats stieß sie zur Neutralitätspatrouille der US Navy im Atlantik und in der Karibik. Im Februar 1940 kehrte das Schiff via Panamakanal in den Pazifik zurück und die neue Wichita übernahm die Rolle als Flaggschiff der CruDiv 7. Die San Francisco bildete wieder mit ihren Schwesterschiffen New Orleans, Astoria und Minneapolis die CruDiv 6 und wurde in ihren Heimathafen Pearl Harbor verlegt. Von Mai bis September 1940 wurde das Schiff auf der Puget Sound Marinewerft in Bremerton überholt. Da die vorgesehenen neuen 28-mm-Vierlingsflaks nicht verfügbar waren, wurden provisorisch vier 7,6 cm (3 Zoll) L/50 Einzellafetten in den entsprechenden Positionen eingebaut. Es folgten Operationen in den Gewässern rund um Hawaii. Am 27. Mai 1941 übernahm Capt. Daniel J. Callaghan das Kommando. Callaghan kehrte dann mehr als ein Jahr später als Admiral auf die San Francisco zurück. Sie wurde sein Flaggschiff während der Dritten Schlacht von Savo, dem „Schwarzen Freitag“ (13. November 1942, siehe Seeschlacht von Guadalcanal), an dem er 18 Monate nach Antritt seines ersten Dienstes auf dem Kreuzer im Gefecht fiel.

### Kriegseinsatz
Die San Francisco lag im Dezember 1941 in Pearl Harbor in Erwartung eines dringend benötigten Eindockens. Die 76-mm-Flak und die 0.50-cal-Flak-MG waren schon von Bord gegeben und für die größeren Geschütze befand sich keine Munition an Bord, als am 7. Dezember 1941 um 7:55 Uhr Ortszeit der japanische Angriff auf den Stützpunkt begann. Der Kreuzer war daher praktisch wehrlos, wurde aber auch nicht direkt angegriffen und überstand den Tag unversehrt. Die fehlenden vier 28-mm-Flak-Vierlinge wurden noch in der folgenden Nacht in Rekordzeit eingebaut. Am 14. Dezember wurde die Werftzeit ohne das geplante Eindocken abgebrochen und der Kreuzer am 16. Dezember 1941 der Task Force 14 um den Flugzeugträger Saratoga zur Deckung der Verteidigung von Wake Island zugeteilt. Die San Francisco war nun im Kriegseinsatz. Ab Februar 1942 wurde das Schiff von Captain Cassin Young geführt, dieser fiel während der Seeschlacht von Guadalcanal im November 1942.
Der Kreuzer nahm dann bis zum Kriegsende am Pazifikkrieg teil und war dort in zahlreichen Seeschlachten im Einsatz. Ein halbes Jahr später wurde er außer Dienst gestellt und eingemottet.

### Außerdienststellung
Am 1. März 1959 wurde die San Francisco aus der Verwendungsliste der US Navy gestrichen. Am 9. September 1959 wurde das Schiff für 240.000 Dollar an die Union Mineral and Alloys Corp. mit Sitz in New York zum Abbruch verkauft, die es bis Mai 1961 in Panama City, Florida, abwrackte. Teile des Windschutzes der zerschossenen ursprünglichen Brücke, die Anfang 1943 ersetzt wurde, sind seit 1950 zusammen mit der Schiffsglocke als Kriegsdenkmal in Lands End an der Pazifikküste im Erholungsgebiet Golden Gate National Recreation Area erhalten, ausgerichtet auf der Großkreislinie Richtung Guadalcanal.
Die San Francisco war eines der erfolgreichsten und höchstdekorierten Schiffe der US Navy. Sie fuhr im Krieg rund 300.000 Seemeilen, verschoss insgesamt 179.000 Schuss Munition aller Kaliber, war an der Versenkung des Schlachtschiffes Hiei und einer Reihe von Kreuzern und Zerstörern der japanischen Marine beteiligt. Ihre Flugabwehr schoss rund 20 japanische Flugzeuge ab. Insgesamt 267 Mann ihrer Besatzung verloren während der Einsätze 1942–1945 ihr Leben, die meisten am „Schwarzen Freitag“ im November 1942.

## Technik
Die San Francisco entsprach in ihren technischen Daten weitgehend dem Typschiff New Orleans und der gleichnamigen Klasse. Die Bewaffnung des Schiffes bestand aus drei Drillingstürmen mit Geschützen vom Kaliber 8 Zoll (20,3 cm) L/55 Typ Mk.12, Reichweite 31.700 yards bei 40 Grad Rohrüberhöhung, Schussfrequenz ca. 2/min., Mündungsgeschwindigkeit 2.000 fps, Geschossgewicht 260 lbs. Ergänzt wurde die Bewaffnung durch acht Einzellafetten mit Mehrzweckgeschützen vom Kaliber 5 Zoll (127 mm) L/25 Typ Mk.19 Mod.6. Daneben kam es im Krieg zu einer laufenden Verstärkung von leichten Rohrwaffen zur Flugabwehr und bis zu vier Schwimmer-Bordflugzeuge (zunächst Typ Vought O3U Corsair, ab 1936 Typ Curtiss SOC Seagull), für die zwei Katapulte und ein Hangar vorhanden waren. Torpedorohre führte sie – wie alle Schweren Kreuzer der US Navy im Zweiten Weltkrieg – nicht. Die San Francisco gehörte zusammen mit der Tuscaloosa der zweiten Baugruppe der Klasse an, die über ein leichteres 8-Zoll-Geschütz mit einer kleineren Barbette (19 3/3 Fuß statt 21 Fuß) und einem geringfügig kompakteren Turm verfügte. Die dadurch erzielte Gewichtsersparnis wurde für eine Verstärkung der Barbettenpanzerung (6,5 Zoll statt 5 Zoll) genutzt.
Die Besatzung im Krieg betrug 128 Offiziere und 1054 Mannschaften, zusammen fast 300 Mann mehr als in Friedenszeiten (101 + 803 = 904 Mann). Die Antriebsanlage der San Francisco ermöglichte mit 107.000 wPS Leistung aus acht Babcock & Wilcox Kessel (mit 87.200 sqft Heizfläche, 320 psi Druck, 572 °F Temperatur) auf vier Westinghouse Getriebeturbinen auf vier Schrauben (Durchmesser je 12 Fuß, je vier Blätter) eine Höchstgeschwindigkeit von 32,7 kn. Die höchste Dauerfahrleistung auf Kriegsmarsch betrug 30,0 kn. Die Rumpflänge betrug 578 Fuß in der Wasserlinie und 588 Fuß über alles, die Breite 61 Fuß 10 Zoll, der Tiefgang 19½ bis 25 Fuß. Die Wasserverdrängung war 9.950 ts Standard und voll beladen zunächst 11.585 ts, im Krieg bis zu 13.725 ts (1945). Die Seitenpanzerung war 5 Zoll dick. Die Baukosten betrugen laut Baukontrakt 11.318.000 Dollar (Wert 1933).
Insgesamt stellte die kompakte Bauweise einen Fortschritt gegenüber älteren Schweren Kreuzern hinsichtlich Bewaffnung und Schutz dar, doch war die San Francisco von Indienststellung an topplastig und mit Übergewichtsproblemen behaftet. So war sie im Vorschiffsbereich nass (überspült) und hatte eine stärkere Rollneigung bei schlechtem Wetter. Zudem war aufgrund der niedrigeren Brennstoffvorräte (rund 2.100 bis 2.200 ts) der Einsatzradius begrenzter (kriegsmäßig 7.110 sm bei 15 kn, 5.280 sm bei 20 kn, 3.500 sm bei 25 kn).

## Anstrich und Ausrüstung
Ab Anfang 1942 präsentierte sich die San Francisco in einem einfarbigen dunklen Anstrich (sog. Measure 11 im offiziellen US-System zur Schiffstarnung, Farbe war auf den Vertikalflächen seeblau = sea blue 5-S). Die leichte Luftabwehrbewaffnung bestand aus 16 28-mm-Rohren in vier Vierlingen, die am 8. Dezember 1941 an Bord gekommen waren, sowie provisorisch aus acht .50-cal.-MG. Im Mai 1942 erfolgte dann die erste Kriegsnachrüstung. Die MG wurden durch 12 einzellafettierte 20-mm-Oerlikon ersetzt, als Radare waren SC-1 zur Luftsuche und zwei Mk. 3 zur Feuerleitung für die Hauptartillerie an Bord. Obwohl teils angegeben, ist das damals neue Seesuchradar SG auf Fotos nicht zu sehen und wäre zu diesem Zeitpunkt auch kaum verfügbar gewesen.
Die nächste Nachrüstung – in Verbindung mit der Reparatur der Gefechtsschäden vom November 1942 – erfolgte im Februar 1943. Die 28-mm-Waffen wurden 1:1 durch 40-mm-Bofors ersetzt, die Dotierung mit 20-mm-Oerlikon-Flak auf 20 Stück erhöht. Das SC-1-Radar wurde durch das SC-3-System mit neuer Antenne ersetzt, SG ist jetzt klar nachweisbar, und die beiden Mk.33-Leitgeber der Mittelartillerie erhielten Mk.4-Feuerleitradare. Die neue, vereinfachte Brücke kam an Bord, die Aufbauten wurden zur Verringerung der Topplast kompakter und niedriger gestaltet. Der Anstrich wechselte (optisch unerheblich) in Measure 21 (Vertikalflächen marineblau = navy blue 5-N über alles). Der Steuerbordkran wurde von Bord gegeben.
Im Oktober 1944 erfolgte dann die letzte Modernisierung. Die Radarausrüstung wurde ein letztes Mal verbessert (Ausrüstung nunmehr: SK zur Luftsuche als Ersatz für SC-3 auf dem Vormast, 2 × SG zur Seesuche, je 2 × Mk. 3 und Mk. 28 zur Feuerleitung), die leichte Flak noch einmal verstärkt auf 6 × 4 Bofors-40-mm- und 26 × 20-mm-Oerlikon-Einzelgeschütze. Der Anstrich wechselte in ein helles dazzle design nach Measure 33 Design 13D, ein komplexes asymmetrisches Tarnmuster aus zwei Farben, dessen ozeangraue (ocean grey 5-O) Flächen auch über das Deck geführt wurden. Die Kontrastfarbe war auf den Vertikalflächen marineblau (navy blue 5-N) und auf den Horizontalflächen schwarzblau (deck blue 20-B). Es war im Übrigen weitgehend identisch mit dem auf dem Schwesterschiff Tuscaloosa im Jahr 1944. Bei Kriegsende 1945 präsentierte sich die San Francisco dann in Measure 22, einem sogenannten „graded system“ mit dunklem unteren Rumpf (marineblau = navy blue 5-N) und hellerem oberen Rumpf und Aufbauten (in ozeangrau = ocean grey 5-O). Auf der San Francisco wurde weder ein pencil-beam-Jägerleitradar eingebaut (geplant war SP) noch ein Katapult zur Gewichtsreduzierung abgegeben, wie auf Schwesterschiffen vorgesehen bzw. auf New Orleans und Minneapolis verwirklicht.

## Auszeichnungen
Die San Francisco erhielt siebzehn Battle Stars für ihren Kriegseinsatz, sowie für die maßgebliche Teilnahme an der Verteidigung Guadalcanals am 13. November 1942 die Presidential Unit Citation for Outstanding Performance of Duties und war damit eines der höchstdekorierten Schiffe der US Navy.

## Modelle
Von der San Francisco gibt es verschiedene kommerziell angebotene Modelle (u. a. Kartonbausatz 1:250, Bauzustand 1945; Plastikmodellbausätze 1:350 und 1:700, Bauzustände jeweils 1942 und 1944; Metallfertigmodell 1:1250, Bauzustand 1944/45).